# Wayne Henley
Pour l’article homonyme, voir Henley.
Elmer Wayne Henley, Jr. né le 9 mai 1956 à Houston, Texas, est un tueur en série américain. Henley a été condamné à six condamnations à perpétuité consécutives le 16 juillet 1974 pour son rôle dans une série de meurtres à Houston, au Texas, dans lequel vingt-huit adolescents ont été enlevés, violés et assassinés par Dean Corll entre 1970 et en 1973.

## Biographie
Né en 1956 d'un père alcoolique et d'une mère qui le battait, Henley quitta l'école à 15 ans après le divorce de ses parents. Un de ses amis, David Brooks le présenta en 1971 à Dean Corll. Celui-ci le paya en échange de l'apport de jeunes hommes que Corll torturait, violait puis tuait sur des planches. Il faisait miroiter aux victimes des soirées où l'alcool, le tabac et la drogue étaient disponibles. Brooks et Henley enterraient ensuite les corps dans les environs. Progressivement, Henley subit de plus en plus l'ascendant de Corll et le considérait comme une figure paternelle. Il participa activement aux tortures et aux meurtres ultérieurs.
Le 8 août 1973, Henley amène deux personnes, dont une femme, chez Corll qui, furieux, finit par l'attacher à la planche pour le torturer aussi. Il réussit à persuader Corll de le libérer en lui faisant croire qu'il était prêt à tuer ses amis avec lui. Il prit alors son arme et abattit Corll de plusieurs coups de feu avant d'alerter la police.
La police ignora la participation de Henley aux massacres de Corll avant que David Brooks ne se présente au poste de police le 8 août 1973 pour le dénoncer.
Le détective Jim Tucker a témoigné qu'il a pris une déclaration orale le 9 août 1973 de Wayne Henley, après il a conduit les agents dans un hangar à bateaux à Houston, où huit corps ont été retrouvés enterrés. Dans sa déclaration, il a dit que Corll lui avait dit qu'il avait tué deux garçons et qu'il les avait enterrés dans le hangar à bateaux.

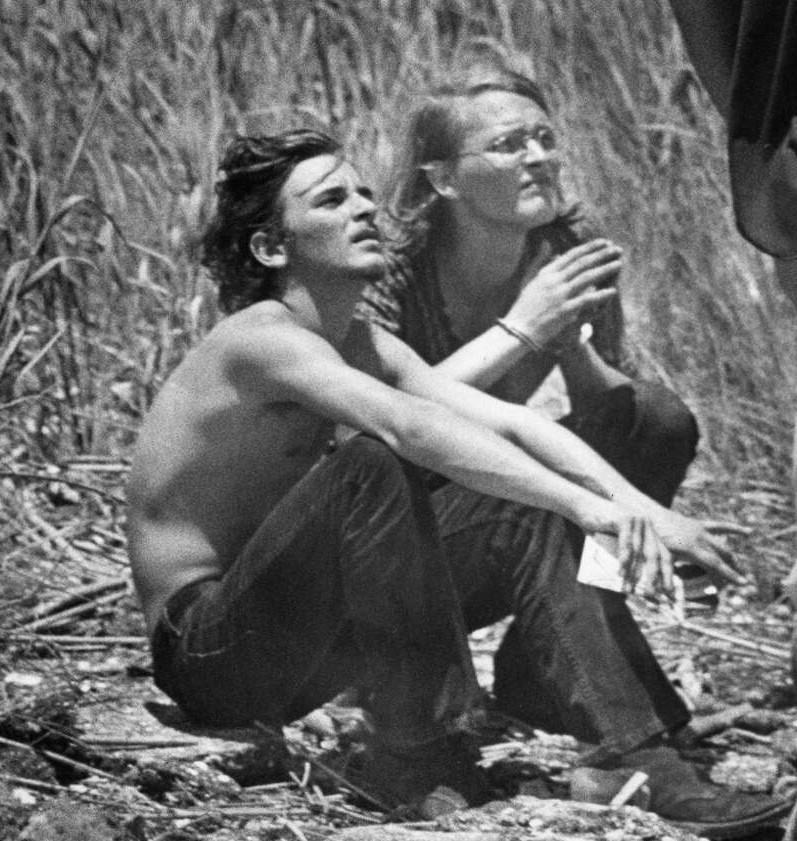
Wayne Henley (à gauche) avec David Brooks en août 1973.

Henley a été condamné à six peines de prison à perpétuité (594 ans de prison) en raison de son implication dans les meurtres, à l'époque considéré comme le cas de meurtres en série le plus violent de l'histoire américaine.

## Médias

### Cinéma
- Freak Out (2003), il est interprété par Nick Foster.
- In a Madman's World (2017), il est interprété par Chris Binum.

### Télévision
- Mindhunter, saison 2 - épisode 4, il est interprété par Robert Aramayo.